# Harris Laning

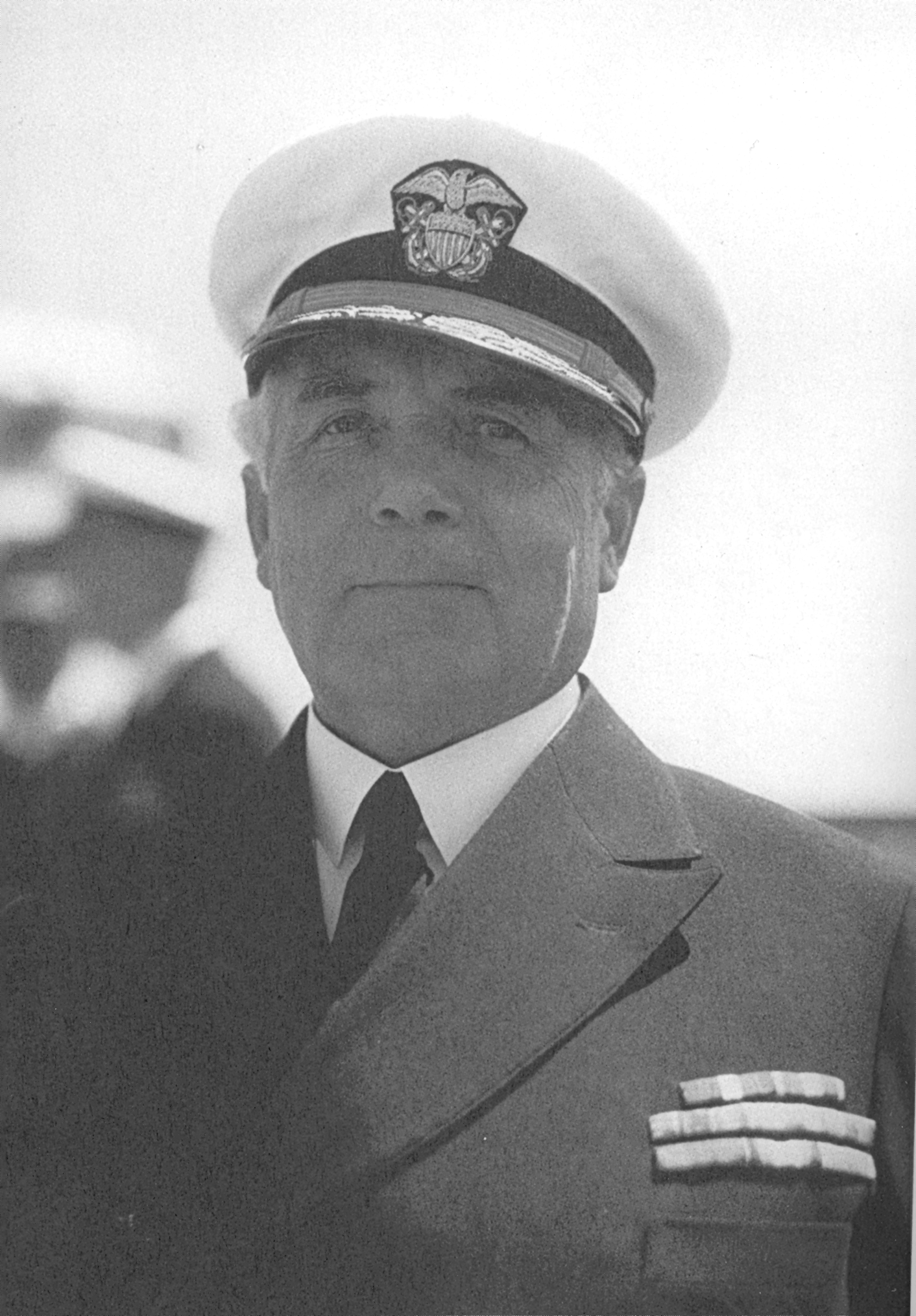
Vizeadmiral Harris Laning

Harris Laning (* 18. Oktober 1873 in Petersburg, Illinois; † 4. Februar 1941 in Philadelphia) war ein US-amerikanischer Konteradmiral der US Navy, der unter anderem zwischen 1930 und 1933 Präsident des Naval War College war.

## Leben

### Ausbildung und Verwendungen als Marineoffizier
Nach dem Schulbesuch und einer Ausbildung an der Peakshill Military Academy trat er 1891 in die US Naval Academy in Annapolis ein und schloss diese am 7. Juni 1895 als Achtbester seines Jahrgangs ab. Im Anschluss fand er zunächst Verwendung als Seekadett auf dem Kreuzer Philadelphia, der als Flaggschiff der Marinebasis der US-Pazifikflotte diente. Danach wurde er auf dem Schlachtschiff Oregon eingesetzt, im Juni 1897 zum Ensign befördert sowie zum Segelschiff Marion und danach zu deren Schwesterschiff Mohican versetzt.
Während des Spanisch-Amerikanischen Bürgerkrieges wurde Laning im Frühjahr 1898 auf das Monitor USS Monadnock versetzt und nahm auf diesem als Teil der Truppenverbände unter Admiral George Dewey am Philippinisch-Amerikanischen Krieg 1899 teil. An Bord der USS Monadnock leitete er die Gefechtsunterstützung für die Landtruppen bei den Schlachten von Malate, Parañaque sowie Caloocan City. Danach wurde er Kommandant des alten spanischen Kanonenbootes USS Panay und unternahm während dieser Zeit Patrouillenfahrten gegen Schmuggler und zur Kartografierung der Küstengewässer von Luzon, wobei er dank seiner seemännischen Fähigkeiten mehrere Taifune überstand.

### Familie und Olympische Sommerspiele 1912

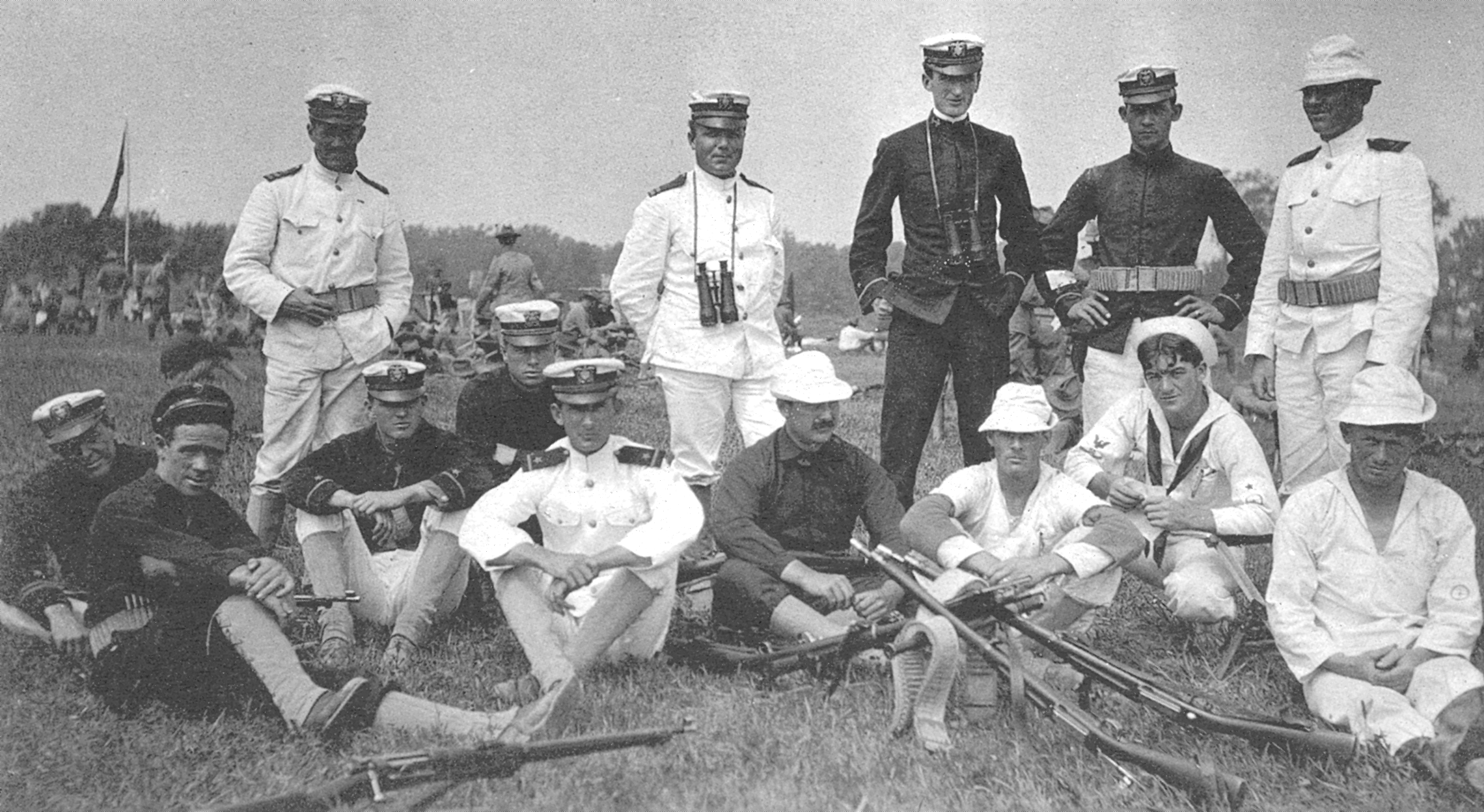
Die Schießmannschaft der US Navy, 1907

Nach seiner Rückkehr in die USA heiratete Laning im Sommer 1900 Mabel Clare Nixon und fand eine Verwendung in der Abteilung für Englisch, Rechtswissenschaften und Geschichtswissenschaften der US Naval Academy. Dort wurde er im Juni 1901 zum Leutnant zur See sowie 1902 zum Oberleutnant zur See befördert. Nach einer darauf folgenden Verwendung zwischen 1902 und 1905 als Wachoffizier und Geschützoffizier auf dem Kanonenboot USS Dolphin kehrte er zur US Naval Academy zurück und versah Dienst an der Artillerie- und Geschützabteilung. Dort erhielt er die besondere Aufmerksamkeit des Inspekteurs für Zielübungen, Lieutenant Commander William S. Sims, da er zuvor auf der USS Dolphin die besten Schießergebnisse der Kanonenboote erzielt hatte. 1906 erfolgte die Geburt seiner einzigen Tochter Hester Laning. Während dieser Zeit war er auch Trainer und Kapitän der Schießmannschaft der US Naval Academy und der US Navy, mit der er 1907 an zahlreichen nationalen Wettbewerben teil.
Im Anschluss war Oberleutnant zur See Laning zwischen 1907 und 1910 Navigator und Elektronikoffizier auf der USS Nebraska, ein Schlachtschiff der Virginia-Klasse, und nahm in dieser Zeit von 1907 bis 1909 an der Weltreise des Schiffes teil und trainierte auch die Schützenmannschaft des Schiffes, die einen Wettbewerb gegen eine Mannschaft aus Australien gewann. Im Sommer 1910 wurde er zum Lieutenant Commander befördert und abermals zur US Naval Academy abgeordnet und war dort Sportlehrer. Zugleich war er bei den Olympischen Sommerspielen 1912 in Stockholm Mannschaftsführer der Schießmannschaft, die bei den Schießwettbewerben unter anderem sieben Goldmedaillen gewann.

### Erster Weltkrieg

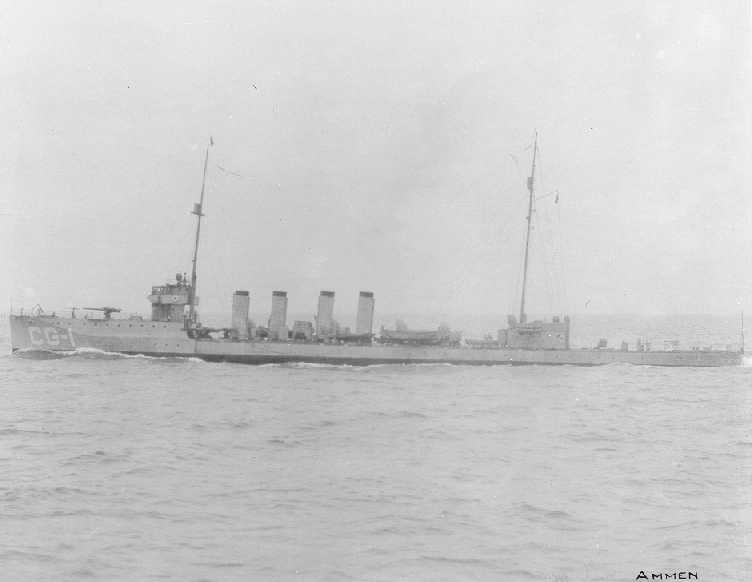
Der Zerstörer Cassin, dessen erster Kommandant Laning 1913 wurde

Im Juni 1913 wurde Lieutenant Commander Laning nach Bath abgeordnet, um als Kommandant die neugebaute Cassin zu übernehmen, ein Zerstörer der gleichnamigen Cassin-Klasse. Ein Jahr später übernahm er nach dem Tampico-Zwischenfall das Kommando über die Reserve-Zerstörerflottille der US-Atlantikflotte in Charleston und wurde zum Fregattenkapitän befördert.
Danach arbeitete er zwischen Oktober 1916 und April 1919 im Büro des neu eingerichteten Amtes des Chief of Naval Operations als Leiter der Personalabteilung für Offiziere und erhielt in dieser Zeit zuletzt due Beförderung zum Kapitän zur See. Nach der Verschärfung des U-Boot-Kriegs und dem Kriegseintritt der Vereinigten Staaten in den Ersten Weltkrieg im April 1917 stieg der Personalbedarf an Offizieren. Gleichzeitig erfuhr die Marine ein umfangreiches Schiffbauprogramm, das auch den Bau von U-Booten einschloss. Dabei oblag es Laning, dass die einberufenen Reserveoffiziere eine umfangreiche Aus- und Fortbildung vor ihrer Seekriegsverwendung erhielten. Dies führte andererseits dazu, dass er auf Anweisung des damaligen Chief of Naval Operations, Konteradmiral William Shepherd Benson, an diesen Posten gebunden war und dadurch selbst zu keinen Kriegseinsätzen kam.

### Nachkriegszeit und Präsident des Naval War College
Im Frühjahr 1919 wurde Laning zunächst kommissarischer Chef des Büro für Navigation der US Navy, kurz darauf jedoch Chef des Stabes beim Kommandeur der Zerstörerverbände der US-Atlaktikflotte. 1921 absolvierte er einen Lehrgang am Naval War College in Rhode Island und verblieb im Anschluss dort als Leiter der Abteilung für Taktik. Zu dieser Zeit war Konteradmiral William S. Sims Präsident des College.
Daraufhin war Kapitän zur See Laning zwischen 1924 und 1926 Kommandant des Schlachtschiffs Pennsylvania und leitete in dieser Zeit von 1924 bis 1925 die Fahrt zu den Antipoden-Inseln. Nach seiner Rückkehr wurde er 1926 Kommandant des Marineausbildungsstützpunktes (Naval Training Station) in San Diego und wurde als solcher im Sommer 1927 zum Konteradmiral befördert. Im September 1927 wurde er Chef des Stabes beim Kommandeur der Schlachtschiffflotte (US Battle Fleet).
Danach war er Juni 1928 bis Juni 1930 Kommandeur der Schlachtschiffdivision 2 der Aufklärungsflotte (US Scouting Fleet) und trug dazu bei, dass diese zumeist aus älteren Schlachtschiffen und Kreuzern bestehende Division gleichwohl gute Schießergebnisse ablieferte. Im Anschluss wurde er im Juni 1930 Nachfolger von Konteradmiral Joel Pringle als Präsident des Naval War College. Auf diesem Posten verblieb er drei Jahre lang bis zu seiner Ablösung durch Konteradmiral Luke McNamee im Juni 1933.

### Aufstieg zum Admiral(Temporary Rank)und letzte Lebensjahre
Nach Beendigung seiner Tätigkeit am Naval War College wurde Laning im Mai 1933 zum Vizeadmiral (Temporary Rank) ernannt und erhielt seine Ernennung zum Befehlshaber der Zerstörerdivisionen. Als solcher trug er maßgeblich zu den guten Ergebnissen bei den Seemanövern 1934 und 1935 bei.
Zuletzt wurde er am 1. April 1935 Befehlshaber der Schlachtschiffflotte mit der California als Flaggschiff. Als solcher wurde er zugleich zum Admiral (Temporary Rank) ernannt, allerdings aus Haushaltsgründen während der Weltwirtschaftskrise nicht dauerhaft befördert. Dabei handelt es sich um einen speziellen Fall, der in den Prüfungsbereich des Comptroller General of the United States fiel, zumal der Unterschiedsbetrag zwischen der Besoldung zwischen Konteradmiral und Admiral 9500 US-Dollar betrug. Demnach erhielt ein Konteradmiral 14.500 US-Dollar, ein Vizeadmiral 18.000 US-Dollar und ein Admiral 24.000 US-Dollar.
Nach einem Jahr kehrte er 1936 in seinen ständigen Rang (Permanent Rank) als Konteradmiral zurück und wurde Kommandant des für Connecticut, New York, den nördlichen Teil von New Jersey und das Feuerschiff Nantucket zuständigen Dritten Marinebezirk (Third Naval District). Im Dezember 1937 schied er nach 46 Dienstjahren aus dem aktiven Militärdienst aus und wurde in den Ruhestand versetzt.
Allerdings war er zuletzt noch zwischen 1937 und 1938 Gouverneur des Naval Home in Philadelphia. Dort verstarb er am 2. Februar 1941 im Marinekrankenhaus (Naval Hospital Philadelphia) und wurde im Anschluss auf dem Friedhof der US Naval Academy beigesetzt. Im zu Ehren wurde am 4. Juli 1943 durch seine Witwe Mabel Laning die USS Laning getauft, ein Geleitzerstörer der Buckley-Klasse.

## Veröffentlichung
- A practical manual of the compass, 1916
- An Admiral’s Yarn, Autobiografie, posthum 1999